# دمارکوس کازینس
دمارکوس کازینس (انگلیسی: DeMarcus Cousins؛ زادهٔ ۱۳ اوت ۱۹۹۰) یک بازیکن بسکتبال اهل ایالات متحده آمریکا است. از باشگاه‌هایی که در آن بازی کرده‌است می‌توان به ساکرامنتو کینگز ، نیو اورلینز پلیکانز و هیوستون راکتس اشاره کرد.